# Thomas Robinet
Thomas Robinet (Saint-Priest, 18 agosto 1996) è un calciatore francese, attaccante dell'Almere City.

## Carriera

### Club
Ha giocato nella seconda serie francese con la maglia del Sochaux.

### Nazionale
Ha giocato nelle nazionali giovanili francesi Under-17 ed Under-20.

## Statistiche

### Presenze e reti nei club
Statistiche aggiornate al 18 maggio 2025.
| Stagione           | Squadra            | Campionato         | Campionato | Campionato | Coppe nazionali | Coppe nazionali | Coppe nazionali | Coppe continentali | Coppe continentali | Coppe continentali | Altre coppe | Altre coppe | Altre coppe | Totale | Totale |
| Stagione           | Squadra            | Comp               | Pres       | Reti       | Comp            | Pres            | Reti            | Comp               | Pres               | Reti               | Comp        | Pres        | Reti        | Pres   | Reti   |
| ------------------ | ------------------ | ------------------ | ---------- | ---------- | --------------- | --------------- | --------------- | ------------------ | ------------------ | ------------------ | ----------- | ----------- | ----------- | ------ | ------ |
| 2015-2016          | Sochaux            | L2                 | 11         | 0          | CF+CL           | 2+1             | 0               | -                  | -                  | -                  | -           | -           | -           | 14     | 0      |
| 2016-2017          | Sochaux            | L2                 | 23         | 1          | CL              | 4               | 1               | -                  | -                  | -                  | -           | -           | -           | 27     | 2      |
| 2017-2018          | Sochaux            | L2                 | 18         | 1          | CF+CL           | 5+1             | 1+0             | -                  | -                  | -                  | -           | -           | -           | 24     | 2      |
| 2018-2019          | Sochaux            | L2                 | 21         | 0          | CF+CL           | 2+1             | 1+0             | -                  | -                  | -                  | -           | -           | -           | 24     | 1      |
| Totale Sochaux     | Totale Sochaux     | Totale Sochaux     | 73         | 2          |                 | 16              | 3               |                    | -                  | -                  |             | -           | -           | 89     | 5      |
| 2019-2020          | FC Villefranche    | CN                 | 22         | 9          | CF              | 1               | 0               | -                  | -                  | -                  | -           | -           | -           | 23     | 9      |
| 2020-2021          | Lavallois          | CN                 | 32         | 12         | CF              | 2               | 1               | -                  | -                  | -                  | -           | -           | -           | 34     | 13     |
| 2021-2022          | Châteauroux        | CN                 | 33         | 18         | -               | -               | -               | -                  | -                  | -                  | -           | -           | -           | 33     | 18     |
| ago. 2022          | Châteauroux        | CN                 | 3          | 1          | -               | -               | -               | -                  | -                  | -                  | -           | -           | -           | 3      | 1      |
| Totale Sochaux     | Totale Sochaux     | Totale Sochaux     | 36         | 19         |                 | -               | -               |                    | -                  | -                  |             | -           | -           | 36     | 19     |
| 2022-2023          | Nancy              | CN                 | 27         | 8          | -               | -               | -               | -                  | -                  | -                  | -           | -           | -           | 27     | 8      |
| 2023-2024          | Almere City        | E                  | 33         | 11         | CO              | 3               | 1               | -                  | -                  | -                  | -           | -           | -           | 36     | 12     |
| 2024-2025          | Almere City        | E                  | 32         | 2          | CO              | 1               | 0               | -                  | -                  | -                  | -           | -           | -           | 33     | 2      |
| Totale Almere City | Totale Almere City | Totale Almere City | 65         | 13         |                 | 4               | 1               |                    | -                  | -                  |             | -           | -           | 69     | 14     |
| Totale carriera    | Totale carriera    | Totale carriera    | 255        | 61         |                 | 23              | 5               |                    | -                  | -                  |             | -           | -           | 278    | 66     |